# راشل برتون
راشل برتون (انگلیسی: Rachel Breton؛ زادهٔ ۴ اوت ۱۹۹۰) بازیکن فوتبال اهل ایالات متحده آمریکا است.
از باشگاه‌هایی که در آن بازی کرده‌است می‌توان به اسکای بلو اف‌سی اشاره کرد.